# نفس الحنين (مسلسل)
نفس الحنين مسلسل درامي كويتي عام 2022 من تأليف محمد النشمي وإخراج خالد راضي الفضلي وإنتاج مجموعة إم بي سي.

## القصة
تدور أحداث القصة حول بثينة التي التي تعيش مع أم زوجها بعد أن طلقها وأخذ كل املاكها ، تكتشف بعد ذلك أنها تعيش مع صديقاتها في نفس العمارة دون علمها فتلتقي مع صديقاتها بعد مدة طويلة وتبدأ الأحداث في إطار الحب والخداع والطلاق والخيانة .
العمل

## التمثيل
- إلهام الفضالة (بثينة )
- أميرة محمد (وداد )
- مرام البلوشي (نورية)
- شبنم خان (ليلى)
- شهد سلمان (نجاة)
- عبد المحسن القفاص (سعود)
- شهاب حاجيه (مبارك)
- رانيا شهاب (هدى)
- حسن المطوع (ناصر)
- روان العلي (ريم)
- محمد الوادي (سالم)
- منصور البلوشي (محمد)
- فاضل جوهر (ابن وداد )